# Soudce Stokroč
Soudce Stokroč (s podtitulem Pamflety z tribuny) je československý komediální televizní seriál vzniklý v produkci Československé televize, která jej také v roce 1967 vysílala. Celkem vzniklo šest dílů, z nichž byly uvedeny pouze čtyři epizody. Seriál natočil režisér Vladimír Brebera podle scénáře Vladimír Škutiny. Hlavní postavou je fotbalový rozhodčí Jakub Stokroč (Lubomír Lipský), který glosuje aktuální události a vypráví příběhy z fotbalového prostředí.

## Příběh
Jakub Stokroč, který působí jako fotbalový rozhodčí, reaguje na aktuální okamžiky z vrcholového fotbalu, hovoří o svých názorech na tento sport a předkládá anekdotické příběhy ze svého působení coby sudího ve fotbalových zápasech, který musí čelit nenávisti hráčů i diváků.

## Obsazení

### Hlavní role
- Lubomír Lipský jako Jakub Stokroč, fotbalový rozhodčí

### Vedlejší role
- Olga Schoberová jako vyděračka (2. díl)
- Vladimír Hrubý
- Vítězslav Černý
- Karolina Slunéčková
- František Hanus

## Produkce
Postava fotbalového rozhodčího Stokroče se pravidelně objevovala v časopisu Stadión. Tamní sportovní komentáře tohoto fiktivního sudího, které doprovázela fotografie herce Lubomíra Lipského, psal publicista a spisovatel Vladimír Škutina. V roce 1967 bylo dílo převedeno i do televizní podoby. Realizace se ujal režisér Vladimír Brebera, scénář pocházel opět z pera Škutiny, jenž napsal celkem 13 dílů. Přibližně desetiminutové epizody byly natáčeny v televizním studiu, použita byla dekorace hotelového pokoje, v níž Stokroč předkládá své glosy divákům. Natočeno bylo šest dílů, ve kterých Lubomíra Lipského v titulní roli rozhodčího Stokroče doplnili jako hosté další herci, včetně Olgy Schoberové, jež ve druhé epizodě ztvárnila svůdnou vyděračku. Vyprávěné monology Lipského byly prokládány kreslenými karikaturami a zvukovou kulisou.

## Vysílání
Seriál Soudce Stokroč byl vysílán Československou televizí během září 1967, vždy v sobotu v hlavním vysílacím čase, krátce po osmé hodině večerní. První díl byl premiérově uveden 2. září, vysílání pořadu skončilo čtvrtým dílem, který se na obrazovkách objevil 23. září 1967. Zbylé dva natočené díly odvysílány nebyly.

### Seznam dílů
| Č. v seriálu | Název                          | Režie            | Scénář           | Datum premiéry  |
| ------------ | ------------------------------ | ---------------- | ---------------- | --------------- |
| 1            | S chybami pískal Jakub Stokroč | Vladimír Brebera | Vladimír Škutina | 2. září 1967    |
| 2            | Vyděračka                      | Vladimír Brebera | Vladimír Škutina | 9. září 1967    |
| 3            | Pozor, zlý pes                 | Vladimír Brebera | Vladimír Škutina | 16. září 1967   |
| 4            | Natržené sako                  | Vladimír Brebera | Vladimír Škutina | 23. září 1967   |
| 5            | Autosugesce                    | Vladimír Brebera | Vladimír Škutina | nebylo vysíláno |
| 6            | Chataři                        | Vladimír Brebera | Vladimír Škutina | nebylo vysíláno |

## Přijetí
Přijetí seriálu bylo negativní. Jiří Pittermann v Rudém právu napsal, že základní myšlenka pořadu nebyla špatná, ale její provedení bylo „ve všem všudy nedonošené“, že ani zkušený Lubomír Lipský nebyl ve svém projevu jistý a že tento seriál celkově považuje „za výraz značné autorské a především dramaturgické nezodpovědnosti“. Ani komentář v Literárních novinách k první epizodě nebyl pozitivní, protože autorovi připadalo, že příběh ani vtip ve vyprávěné anekdotě nepostřehl. Pro Lidovou demokracii byl úvodní díl zklamáním, zdejší komentář kritizoval statickou podobu pořadu, což dle názoru autora „ubíralo na zajímavosti i dopadu“ a „setřelo i jeho pointu“. Výrazně kritický byl Michal Novotný v Mladém světě, který Soudce Stokroče označil za nejhorší televizní seriál posledních pěti let.